# Conseil permanent des écrivains
Le Conseil permanent des écrivains (CPE) est une association à but non lucratif qui regroupe la quasi-totalité des organisations (associations, syndicats et organismes de gestion collective) d’auteurs de livres en France.

## Présidents
| Portrait                                                             | Identité                          | Période           | Période           | Durée                     |
| Portrait                                                             | Identité                          | Début             | Fin               | Durée                     |
| -------------------------------------------------------------------- | --------------------------------- | ----------------- | ----------------- | ------------------------- |
| Marie Sellier en 2014.                                               | Marie Sellier (née en 1953)       | 5 novembre 2012   | 17 septembre 2014 | 1 an, 10 mois et 12 jours |
| Valentine Goby en 2023.                                              | Valentine Goby (née en 1974)      | 17 septembre 2014 | 18 septembre 2017 | 3 ans et 1 jour           |
| Pascal Ory en 2022.                                                  | Pascal Ory (né en 1948)           | 18 septembre 2017 | septembre 2019    | 2 ans                     |
| Bessora en 2007.                                                     | Bessora (née en 1968)             | septembre 2019    | septembre 2021    | 2 ans                     |
| Pas de portrait sous licence libre disponible pour Christophe Hardy. | Christophe Hardy (d) (né en 1960) | 14 septembre 2021 |                   |                           |
| Eduardo Manet, 12 novembre 2012.                                     | Eduardo Manet (né en 1930)        |                   |                   |                           |
| Pas de portrait sous licence libre disponible pour Armand Lanoux.    | Armand Lanoux (1913 - 1983)       |                   |                   |                           |
| Pas de portrait sous licence libre disponible pour Bernard Pingaud.  | Bernard Pingaud (1923 - 2020)     |                   |                   |                           |
| Pierre Dumayet                                                       | Pierre Dumayet (1923 - 2011)      |                   |                   |                           |